# Arichanna sparsa
Arichanna sparsa là một loài bướm đêm trong họ Geometridae.